# 澳洲無鬚鱈
澳洲無鬚鱈，為輻鰭魚綱鱈形目無鬚鱈科的其中一種，分布於南半球海域，為深海魚類，深度28-1000公尺，體長可達155公分，棲息在大陸棚底層水域，會進行垂直性洄游，以頭足類、魚類、片腳類等為食，生活習性不明，可做為食用魚。

## 扩展阅读
維基物種上的相關：澳洲無鬚鱈